# Codice identificativo gara
Il codice identificativo di gara (CIG) è  un codice adottato in Italia per identificare un contratto pubblico stipulato in seguito ad una gara d'appalto o affidato con una delle altre modalità consentite dal codice dei contratti pubblici.
È costituito da una sequenza di 10 caratteri alfanumerici ed è utilizzato anche ai fini della tracciabilità dei pagamenti relativi ai contratti pubblici.

## Disciplina
Il CIG è stato introdotto dall'art. 3, comma 5 della legge 13 agosto 2010, n. 136 per permettere la tracciabilità dei pagamenti effettuati dalla pubblica amministrazione italiana. Viene richiesto online dal responsabile del progetto all'ANAC - funzione ereditata dall'Autorità di vigilanza sui contratti pubblici - tramite PAD (Piattaforma di Approvvigionamento Digitale) o tramite PCP ANAC (Piattaforma dei Contratti Pubblici). 
Il CIG va riportato nel contratto, negli ordini e nei bonifici di pagamento così da identificare ogni movimento finanziario.
Vi sono casi precisi in cui il CIG non deve essere richiesto, individuati dall'ANAC.